# Periboeum vicinum
Periboeum vicinum là một loài bọ cánh cứng trong họ Cerambycidae.